# Future (rapper)
Nayvadius DeMun Cash (rodným příjmením Wilburn, * 20. listopadu 1983 Atlanta, Georgie, USA), spíše známý jako Future, je americký rapper a hudební producent. Také založil vlastní hudební label Freebandz. V roce 2012 vydal své debutové album Pluto u vydavatelství Epic Records. Proslul využíváním efektu Auto-Tune.

## Biografie

### Mládí a počátky kariéry (1983–2010)
Narodil se v roce 1983 v Atlantě. Studoval na Columbia High School. Svůj pseudonym si zvolil poté, co mu členové skupiny Dungeon Family řekli, že „má budoucnost“ (The Future). Se skupinou ho spojil jeho bratranec Rico Wade, který pro ně dělal producenta. Ten ho také přivedl k hip hopu. V roce 2009 byl upsán k lokálnímu nezávislému labelu A1 Recordings. V roce 2010 také vydal svou první mixtape s názvem 1000.

### Pluto (2011–2012)
V roce 2011 vydal další mixtapes Dirty Sprite, True Story, Streetz Calling a spolu s rapperem Gucci Manem Free Bricks. V dubnu 2011 také hostoval na úspěšném singlu "Racks" od YC. V téže době založil i vlastní label Freebandz. Proslavení se mu v září 2011 přineslo smlouvu s labelem Epic Records.
V roce 2012 vydal mixtape Astronaut Status a pracoval na svém debutovém studiovém albu. To bylo vydáno v dubnu 2012 a neslo název Pluto. Debutovalo na 8. příčce žebříčku Billboard 200 se 41 000 prodanými kusy v první týden prodeje v USA. Obsahovalo také úspěšné singly "Magic" (ft. T.I.), "Turn On The Lights" a "Neva End" (ft. Kelly Rowland). V listopadu 2012 byla vydána re-edice alba s názvem Pluto 3D.

### Honest (2013–2014)
V roce 2013 vydal společné mixtapes členů svého labelu Freebandz F.B.G.: The Movie a Black Woodstock. Také hostoval na úspěšných singlech "Love Me" (od Lil Waynea), "Bugatti" (od Ace Hooda), "Tapout" (od Rich Gangu) či "U.O.E.N.O." od Rocka. Od roku 2013 pracoval na svém druhém albu, které bylo nakonec vydáno až v dubnu 2014. Album s názvem Honest debutovalo na 2. příčce žebříčku Billboard 200 s 53 000 prodanými kusy v první týden prodeje. Z alba pochází úspěšné singly "Karate Chop" (Remix) (ft. Lil Wayne), "Honest" a "Move That Dope" (ft. Pharrell, Pusha T a Casino). Album také uspělo u kritiků. Na Metacritic obdrželo skóre 80 ze 100, které bylo založeno na 21 recenzích. V roce 2014 také vydal mixtape Monster.

### DS2 a What a Time to Be Alive (2015)
Rok 2015 zahájil sérií mixtapes Beast Mode a 56 Nights. V červenci 2015 vydal svou třetí desku s názvem DS2 (Dirty Sprite 2). Album debutovalo na první příčce žebříčku Billboard 200 se 121 000 prodanými kusy v první týden prodeje. Do ledna 2016 se v USA prodalo 350 000 kusů alba. Z alba pochází singly "Blow a Bag" a "Where Ya At" (ft. Drake). Na deluxe verzi alba vyšla coby singl píseň "Fuck Up Some Commas", která byla původně vydaná na mixtape Monster. Album znovu uspělo i u kritiků. Na Metacritic obdrželo skóre 81 ze 100, které bylo založeno na 20 recenzích. V únoru 2016 RIAA změnila pravidla udělování certifikací a nově do celkového prodeje započítávala i audio a video streamy. Díky tomu album získalo certifikaci zlatá deska. Hostoval také na úspěšném singlu "Hold You Down" (od DJ Khaleda).
V září 2015 vydal společný projekt What a Time to Be Alive s rapperem a zpěvákem Drakem. Drake projekt označil za mixtape, nicméně byl dán k prodeji na Apple Music a iTunes. Projektu se za prvních pět dní prodeje v USA prodalo 334 000 kusů, čím debutoval na první příčce žebříčku Billboard 200, současně byl 35 milionkrát streamován. Před vydáním projektu nebyl vydán žádný singl. V první týden po vydání se přesto v žebříčku Billboard Hot 100 umístilo osm písní z projektu. V žebříčku Billboard Hot R&B/Hip-Hop Songs dokonce všech jedenáct. Nejúspěšní byla píseň "Jumpman" (12. příčka). V druhý týden do žebříčku Billboard Hot 100 vstoupily i zbylé tři písně z projektu. Do února 2016 se v USA prodalo 524 000 kusů projektu. Tím album získalo zlatou certifikaci.

### EVOL (2016)
V polovině ledna 2016 vydal mixtape Purple Reign.
Na začátku února 2016 DJ Khaled na Twitteru překvapivě oznámil, že 5. února bude streamovat Futureovo nové album EVOL ve svém pořadu We The Best Music na internetové rozhlasové stanici Beats 1 (spadající pod Apple Music). Do oznámení se o novém albu nevědělo. Na albu se objevila i píseň "Low Life" (ft. The Weeknd), jež byla zveřejněna již v prosinci 2015. Samotné album vyšlo o den později 6. února. Debutovalo na první příčce žebříčku Billboard 200 s 99 957 prodanými kusy za první týden prodeje v USA (133 639 ks po započítání streamů).

### FUTURE a HNDRXX (2017)
Dne 14. února 2017 přes Twitter oznámil datum vydání svého pátého alba FUTURE. Album bylo vydáno 17. února 2017. Dne 22. února 2017 oznámil, že vydá další album, které bude složeno z písní s více popovým zvukem vhodným do rádií. Album HNDRXX bylo vydáno 24. února 2017, přesně týden od vydání alba FUTURE. Na albu HNDRXX hostují R&B hvězdy The Weeknd a Rihanna; album FUTURE je bez hostů. Obě alba se umístila na první příčce žebříčku Billboard 200 a to pouze s týdenním odstupem od sebe; Future se tak stal prvním umělcem, který se se dvěma novými alby umístil na první příčce v dvou týdnech po sobě. Alba FUTURE se v první týden prodeje v USA prodalo 144 000 ks (po započítání streamů) a alba HNDRXX 121 000 ks (po započítání streamů). V singlovém žebříčku Billboard Hot 100 se z alba FUTURE umístily písně "Draco" (46. příčka, zlatá certifikace), "Mask Off" (5. příčka, 2x platinová certifikace), "Rent Money" (54. příčka), "Super Trapper" (91. příčka), "Zoom" (99. příčka) a "Extra Luv" (99. příčka). Z alba HNDRXX "Comin' Out Strong" (ft. The Weeknd) (48. příčka, zlatá certifikace) a "Selfish" (ft. Rihanna) (37. příčka a zlatá certifikace).
Album FUTURE získalo v dubnu 2017 certifikaci zlatá deska. K červenci 2017 se ho v USA prodalo 760 000 ks (se započítanými streamy).
V říjnu 2017 vydal komerční mixtape Super Slimey, na kterém spolupracoval s rapperem Young Thugem. Na většině písní vystupovali jako duo, ale mixtape obsahuje také sólové písně obou rapperů. Mixtape debutoval na 2. příčce žebříčku Billboard 200 s prodejem 75 000 ks (se započítanými streamy) během prvního týdne. V žebříčku Billboard Hot 100 se umístily následující písně: "Patek Water" (s Young Thug (ft. Offset)) (50. příčka), "No Cap" (s Young Thug) (62. příčka), "Feed Me Dope" (68. příčka), "All da Smoke" (s Young Thug) (77. příčka), "4 da Gang" (92. příčka) a "Three" (s Young Thug) (100. příčka).
V roce 2018 produkoval akční film Superfly, který je remakem blaxploitation filmu Super Fly z roku 1972. Future byl také kurátorem soundtracku, na který sám nahrál 12 ze 23 písní. Film byl spolu se soundtrackem vydán v červnu 2018. K propagaci obou projektů byl vydán singl "No Shame" (od Future ft. PartyNextDoor), který ovšem v hitparádách neuspěl. Soundtrack debutoval na 25. příčce žebříčku Billboard 200 s 5 215 prodanými kusy, 11 660 prodanými kusy z písní a téměř 17 miliony streamů.

### Wrld on Drugs, The Wizrd, High Off Life a Pluto x Baby Pluto (2018–2020)
V červenci 2018 vydal bez předchozí propagace nový komerční mixtape Beast Mode 2, který kompletně produkoval Zaytoven. Mixtape tvoří devět písní o celkové délce 30 minut. Nejúspěšnější písní byla "Wifi Lit" (53. příčka). V říjnu 2018 vydal společný mixtape Wrld on Drugs s rapperem a zpěvákem Juice Wrldem. Mixtape debutoval na 2. příčce žebříčku Billboard 200 s 98 000 prodanými kusy (po započítání streamů) během prvního týdne prodeje. Nejúspěšnější písní byl singl "Fine China" (26. příčka).
V lednu 2019 vydal své sedmé studiové album s názvem The Wizrd. Z alba pochází singly "Crushed Up" (43. příčka) a "Jumpin on a Jet" (57. příčka). Album debutovalo na 1. příčce žebříčku Billboard 200 se 125 000 prodanými kusy (po započítání streamů) v první týden prodeje. Projekt The Wizrd zahrnuje 20 písní a jeho vydání bylo doprovázeno vydáním stejnojmenného filmu. Po vydání alba se v žebříčku Billboard Hot 100 umístilo dalších šest písní. Nejúspěšnějšími byly "First Off" (ft. Travis Scott) (47. příčka) a "Never Stop" (65. příčka).
V červnu 2019 vydal EP s názvem Save Me. Debutovalo na 5. příčce žebříčku Billboard 200.
V lednu 2020 si zopakoval spolupráci se zpěvákem Drakem. Jejich singl "Life is Good" se stal hitem (2. příčka, 4x platinový). V květnu vydal své osmé studiové album High Off Life, které debutovalo na první příčce žebříčku Billboard 200 se 153 000 prodanými kusy (po započítání streamů) v první týden prodeje a ihned získalo certifikaci zlatá deska. Po vydání dále uspěly singly "Tycoon" (76. příčka) a "Trillionaire" (ft. YoungBoy Never Broke Again) (34. příčka). V žebříčku Billboard Hot 100 se z alba umístilo dalších jedenáct písní, ačkoliv nešlo o singly. Nejlépe píseň "Solitaires" (ft. Travis Scott) (32. příčka). Pro Futurea šlo již o sedmé album, které debutovalo na nejvyšší příčce žebříčku prodejnosti alb. V červenci 2020 se v USA album stalo platinovým.
V listopadu 2020 vydal společný projekt s rapperem Lil Uzi Vertem s názvem Pluto x Baby Pluto. Album debutovalo na 2. příčce žebříčku Billboard 200 se 105 000 prodanými kusy (po započítání streamů) v první týden prodeje v USA. Zvolené singly "Over Your Head" a "Patek" neuspěly. V žebříčku Billboard Hot 100 se ale po vydání umístilo deset písní, nejlépe "Drankin N Smokin" (31. příčka) a "Stripes Like Burberry" (46. příčka).

### I Never Liked You, We Don't Trust You (2022–...)
Na konci dubna 2022 vyšlo jeho deváté studiové album nazvané I Never Liked You. Debutovalo na první příčce žebříčku Billboard 200 s 222 000 prodanými kusy (po započítání 283 milionů streamů) v první týden prodeje v USA. Z alba vyšly tři singly: "Worst Day" (34. příčka), "Wait for U" (ft. Drake a Tems) (1. příčka) a "Keep It Burnin" (ft. Kanye West) (15. příčka). Po vydání alba se v žebříčku Billboard Hot 100 umístilo dalších čtrnáct písní, nejlépe: "Puffin on Zootiez" (4. příčka), "712PM" (8. příčka), "I'm Dat Nigga" (10. příčka) a "I'm on One" (ft. Drake) (11. příčka). Po třech dnech od vydání vyšla deluxe verze alba s dalšími šesti písněmi.
V březnu 2024 vyšlo jeho společné album s producentem Metro Boomin nazvané We Don't Trust You. Album debutovalo na první příčce žebříčku Billboard 200 s 251 000 prodanými kusy v první týden prodeje (po započítání 324 milionů streamů). Šlo tak do té doby o nejlepší první týden prodeje v USA roku 2024. Úspěchu pomohl zejména virální singl "Like That" (s Kendrickem Lamarem), který debutoval na první příčce žebříčku Billboar Hot 100, a to zejména díky faktu, že v písni Lamar dissoval J. Colea a Drakea. Úspěch zaznamenaly i další singly "Type Shit" (ft. Travis Scott a Playboi Carti) (2. příčka) a "Young Metro" (ft. the Weeknd) (9. příčka).
Brzy po úspěchu jejich první spolupráce Future a Metro Boomin oznámili pokračování s názvem We Still Don't Trust You. To zveřejnili 12. dubna. Album debutovalo na první příčce žebříčku Billboard 200 se 127 500 prodanými kusy v první týden prodeje (po započítání streamů). Nejvíce uspěly písně "We Still Don't Trust You" (ft. The Weeknd) (22. příčka), "Red Leather" (ft. J. Cole) (39. příčka) a "Out Of My Hands" (41. příčka).
V září 2024 vydal první sólový mixtape od roku 2016. Projekt nesl název Mixtape Pluto a debutoval na první příčce žebříčku Billboard 200 se 129 000 prodanými kusy v první týden prodeje (po započítání 156 milionů streamů). Všechny písně z mixtapu se umístily v žebříčku Billboard Hot 100. Nejlépe: "Teflon Don" (21. příčka), "Too Fast" (23. příčka), "Lil Demon" (25. příčka) a "Ski" (26. příčka).

## Osobní život
Má čtyři děti se čtyřmi ženami: Jessica Smith, Brittni Mealy, India J a zpěvačkou Ciarou. Se Ciarou byl od října 2013 zasnouben, ale zpěvačka zasnoubení zrušila v srpnu 2014.

## Diskografie

### Studiová alba
- Pluto (2012)
- Honest (2014)
- DS2 (2015)
- EVOL (2016)
- FUTURE (2017)
- HNDRXX (2017)
- The Wizrd (2019)
- High Off Life (2020)
- I Never Liked You (2022)

### Společná alba
- Pluto x Baby Pluto (s Lil Uzi Vert) (2020)
- We Don't Trust You (s Metro Boomin) (2024)
- We Still Don't Trust You (s Metro Boomin) (2024)

### Komerční mixtapes
- Monster (2014)
- Beast Mode (2015)
- 56 Nights (2015)
- What a Time to Be Alive (s Drake) (2015)
- Purple Reign (2016)
- Super Slimey (s Young Thug) (2017)
- Beast Mode 2 (s Zaytoven) (2018)
- Wrld on Drugs (s Juice Wrld) (2018)
- Mixtape Pluto (2024)

### EP
- Save Me (2019)

### Úspěšné singly
- 2012 – "Magic" (ft. T.I.)
- 2012 – "Same Damn Time"
- 2012 – "Turn On the Lights"
- 2012 – "Neva End" (ft. Kelly Rowland)
- 2013 – "Karate Chop" (Remix) (ft. Lil Wayne)
- 2013 – "Honest"
- 2014 – "Move That Dope" (ft. Pharrell, Pusha T a Casino)
- 2014 – "I Won" (ft. Kanye West)
- 2015 – "Fuck Up Some Commas"
- 2015 – "Where Ya At" (ft. Drake)
- 2015 – "Jumpman" (s Drake)
- 2015 – "Stick Talk"
- 2016 – "Low Life" (ft. The Weeknd)
- 2016 – "Wicked"
- 2016 – "Used to This" (ft. Drake)
- 2017 – "Draco"
- 2017 – "Selfish" (ft. Rihanna)
- 2017 – "Mask Off"
- 2017 – "Extra Luv" (ft. YG)
- 2017 – "You da Baddest" (ft. Nicki Minaj)
- 2017 – "Patek Water" (s Young Thug (ft. Offset))
- 2018 – "Fine China" (s Juice Wrld)
- 2019 – "Crushed Up"
- 2019 – "Jumpin on a Jet"
- 2020 – "Life is Good" (ft. Drake)
- 2020 – "Tycoon"
- 2020 – "Trillionaire" (ft. YoungBoy Never Broke Again)
- 2022 – "Worst Day"
- 2022 – "Hold That Heat" (se Southside, ft. Travis Scott)
- 2022 – "Wait for U" (ft. Drake a Tems)
- 2022 – "Keep It Burnin" (ft. Kanye West)
- 2024 – "Type Shit" (s Metro Boomin, Travis Scott a Playboi Carti)
- 2024 – "Young Metro" (s Metro Boomin a the Weeknd)
- 2024 – "Like That" (s Metro Boomin a Kendrick Lamar)
- 2024 – "We Still Don't Trust You" (s Metro Boomin a the Weeknd)
- 2024 – "Teflon Don"
- 2024 – "Too Fast"